# ۱۵۷۲ (میلادی)
۱۵۷۲ (میلادی) هزار و پانصد و هفتاد و دومین سال تقویم میلادی است.

## رویدادها
- ۴ نوامبر کشف اس‌ان ۱۵۷۲

## درگذشتگان
- ۵ ژوئیه - لونگ‌چینگ، دوازدهمین امپراتور سلسله مینگ در چین
- ۲۳ نوامبر – آنجلو برونزینو، نقاش ایتالیایی (ز. ۱۵۰۳)